# Лампетија
Лампетија (грч. Λαμπετίη или Λαμπετία) је у грчкој митологији била кћерка бога Хелија и нереиде Неере, Фаетусина сестра.

## Митологија
Описана је као лепокоса кћерка бога Хелија. Чим је стасала, мајка ју је послала на острво Тринакију да чува очева говеда. Њен задатак је био да се стара о седам стада са по педесет златнорогих говеда, која се нису множила, али ни умирала. Када је Еурилох са другим Одисејевим друговима покрао ова говеда, Лампетија је о томе одмах обавестила свог оца. Она је једна од могућих мајки Панакеје, једне од богиња лекарске вештине.

## Други ликови
Такође је била и једна од Хелијада, Фаетонтова кћерка или сестра, која је са сестрама толико туговала за својим братом да их је Зевс из самилости претворио у тополе, а њихове сузе у ћилибар. И у овом случају је Фаетуса њена сестра и њих две су често приказиване заједно.